# ریوجی یاماوچی
ریوجی یاماوچی (انگلیسی: Ryuji Yamauchi؛ زادهٔ ۲۰ مهٔ ۱۹۹۸) بازیکن فوتبال اهل ژاپن است.